# Trub BE
| BE ist das Kürzel für den Kanton Bern in der Schweiz. Es wird verwendet, um Verwechslungen mit anderen Einträgen des Namens Trub zu vermeiden. |

Trub ist eine Einwohnergemeinde im Schweizer Kanton Bern. Sie liegt im Verwaltungskreis Emmental.

## Geografie
Trub liegt im oberen Emmental an der Trueb im Napfbergland, ist landwirtschaftlich geprägt und weist ein sehr grosses Streusiedlungsgebiet auf. Flächenmässig gehört sie mit 6201 Hektaren zu den grössten Gemeinden im Kanton Bern. Rund 50 % der Gemeindefläche ist bewaldet. Der höchste Punkt liegt auf dem Napf bei 1408 m. Zur Gemeinde Trub gehören auch die Weiler Fankhaus (Postleitzahl: 3557) und Kröschenbrunnen.

## Bevölkerung
Die Einwohnerzahl betrug im Jahr 1900 noch 2606. Seitdem ist sie kontinuierlich rückläufig. Trub ist ein klassisches Auswanderungstal. Dies zeigt die Zahl von rund 50'000 Leuten, die in Trub ihren Bürgerort haben. Damit ist Trub nach Langnau die zweitgrösste Burgergemeinde im Kanton Bern.
| Bevölkerungsentwicklung | Bevölkerungsentwicklung | Bevölkerungsentwicklung | Bevölkerungsentwicklung | Bevölkerungsentwicklung | Bevölkerungsentwicklung | Bevölkerungsentwicklung | Bevölkerungsentwicklung | Bevölkerungsentwicklung | Bevölkerungsentwicklung |
| ----------------------- | ----------------------- | ----------------------- | ----------------------- | ----------------------- | ----------------------- | ----------------------- | ----------------------- | ----------------------- | ----------------------- |
| Jahr                    | 1850                    | 1880                    | 1888                    | 1900                    | 1910                    | 1920                    | 1930                    | 1941                    | 1950                    |
| Einwohner               | 2536                    | 2486                    | 2567                    | 2606                    | 2615                    | 2485                    | 2210                    | 2173                    | 2149                    |
|                         |                         |                         |                         |                         |                         |                         |                         |                         |                         |
| Jahr                    | 1960                    | 1970                    | 1980                    | 1990                    | 2000                    | 2010                    | 2015                    | 2019                    | 2023                    |
| Einwohner               | 1981                    | 1833                    | 1607                    | 1613                    | 1506                    | 1396                    | 1347                    | 1324                    | 1272                    |

## Geschichte

Luftbild von Längengrund, Trüb aus 1000 m von Walter Mittelholzer (1925)

Historisch bedeutsam ist Trub vor allem als Standort des Klosters Trub, eines ehemaligen Benediktinerklosters, das im Reformationsjahr 1528 aufgelöst wurde.
Seit 1994 besteht eine Gemeindepartnerschaft mit Novosedly nad Nežárkou in Tschechien.
2019 wurde Trub zum «schönsten Dorf der Schweiz» gewählt.

## Politik
Gemeindepräsidentin ist Michelle Renaud (Mitte), ehemalige langjährige TV-Moderation bei TeleBärn.
Die Stimmenanteile der Parteien anlässlich der Nationalratswahl 2023 betrugen: SVP 60,4 % (−0,6 %), Mitte 13,4 % (+0,9 %), SP 7,8 % (+3,0 %), GPS 5,8 % (−3,0 %), EDU 3,2 % (+2,0 %), glp 2,9 % (−1,0 %), FDP 2,1 % (+0,6 %), EVP 1,8 % (−0,3 %).

## Bilder

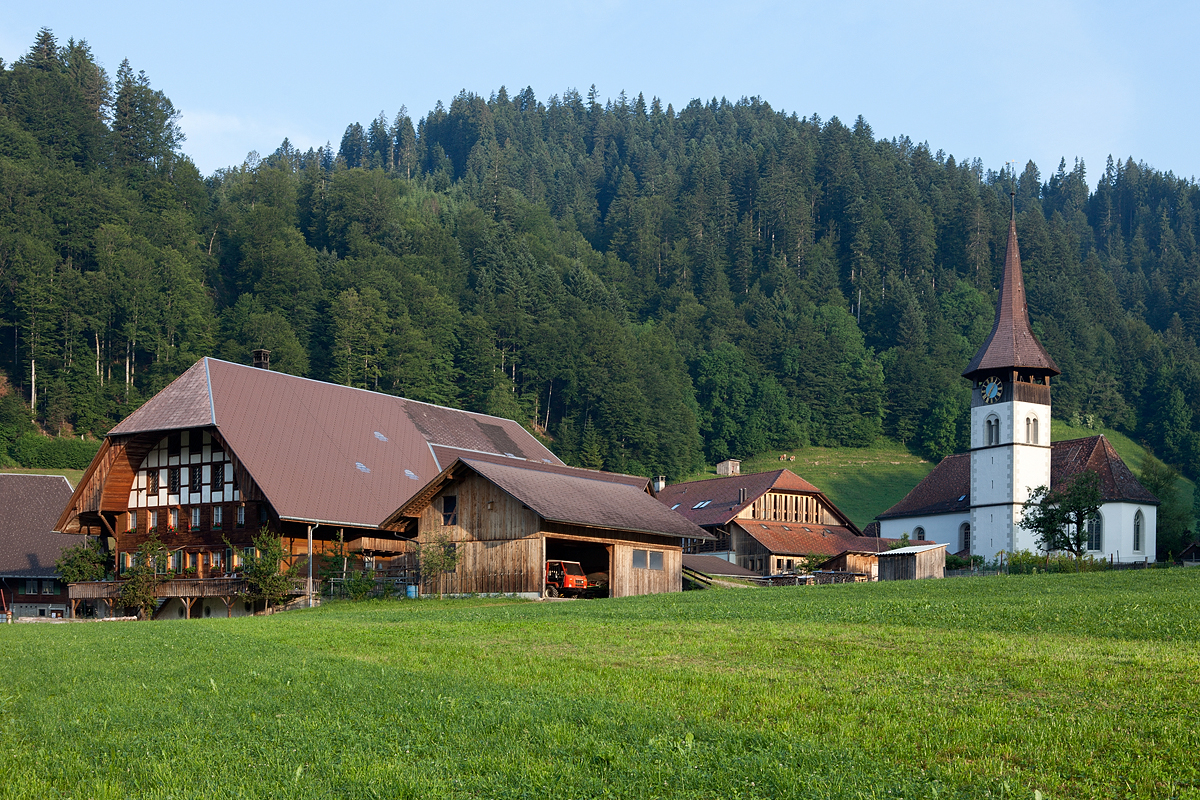
Trub
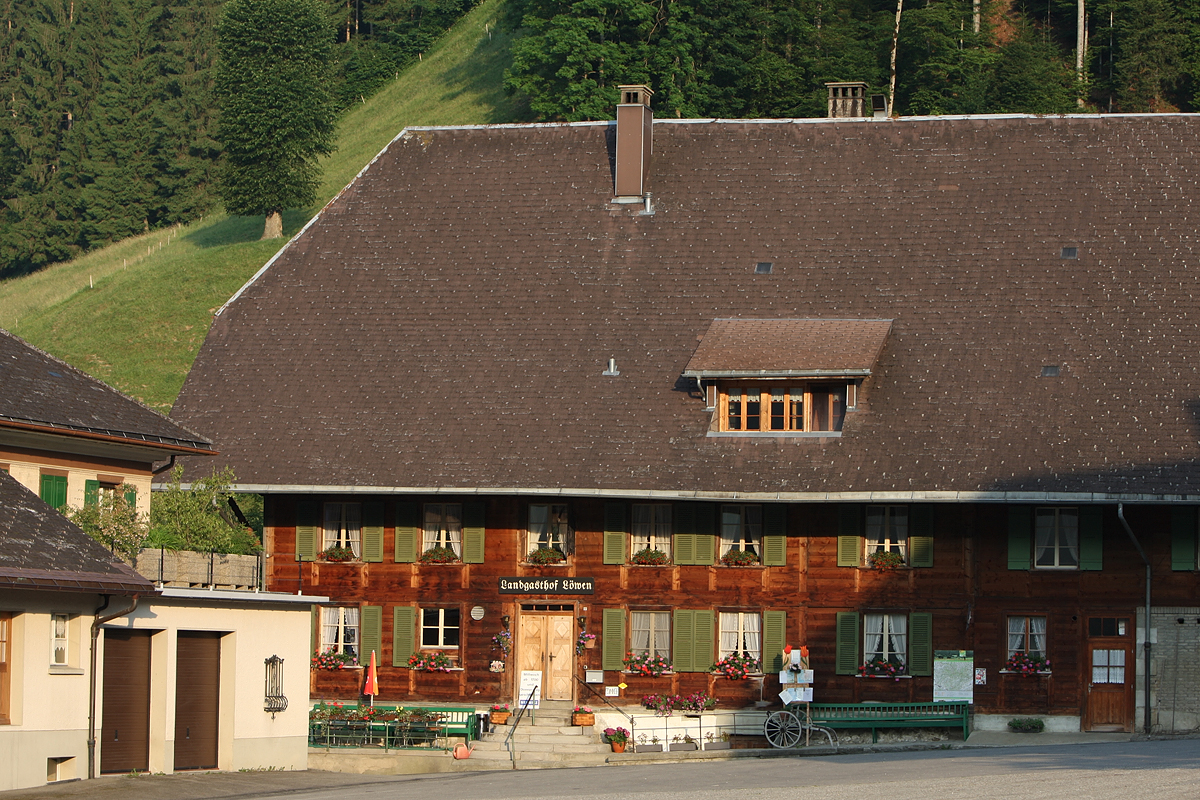
Landgasthof «Löwen»
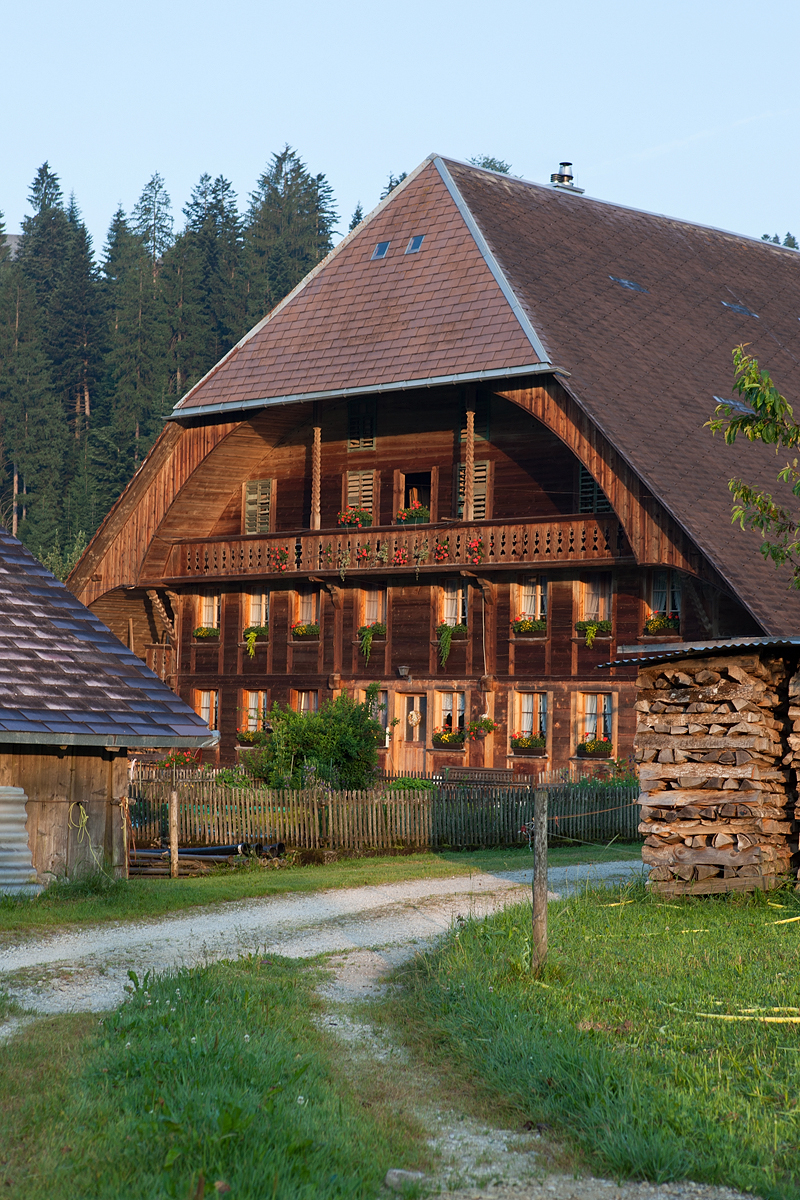
«Täuferhof», «Fankhaus»
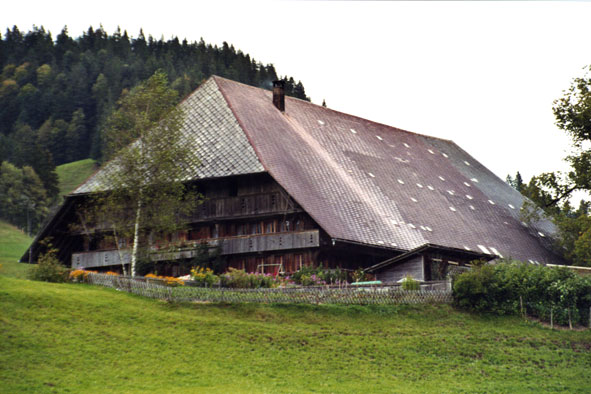
Bauernhaus in Trub
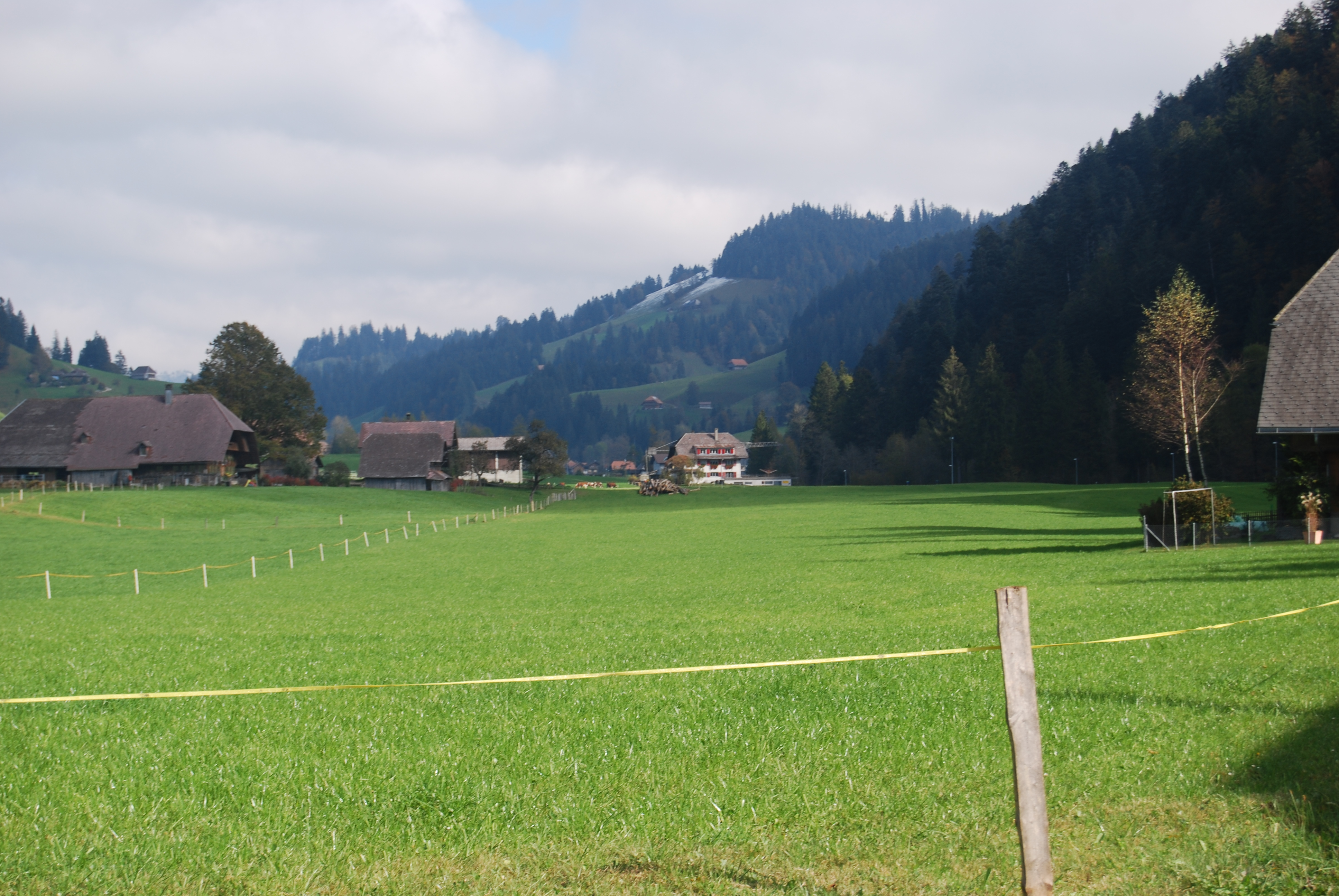
Blick auf Trub und ins Napfgebiet

## Sonstiges
- Gottfried Strasser (Dichter des Liedes vom Trueberbueb)
- Shakra: Eine der bekannten Schweizer Hardrock-Bands, ist im Trub beheimatet und hat hier ihren Übungsraum.
- Die Herbstzeitlosen ist ein Schweizer Film, der in Trub gedreht wurde.
- Der Chrüzbode ist ein Pass zur Gemeinde Escholzmatt, wo im 18. Jahrhundert alljährlich ein Schwingwettkampf ausgetragen wurde.

## Persönlichkeiten
- Elisabeth Baumgartner (1889–1957), Bäuerin und Verfasserin von Theaterstücken und Hörspielen in Berndeutsch
- Gottfried Fankhauser (1870–1962), Schriftsteller und Sonntagsschulpädagoge
- Mario Rottaris (* 1968), Eishockeyspieler
- Friedrich Siegenthaler (1872–1942), Politiker
- Johann Stapfer (1719–1801), evangelischer Geistlicher und Hochschullehrer in Bern
- Benedikt von Tscharner (1937–2019), Diplomat und Publizist
- Kurt Wüthrich (* 1938), Chemiker und Nobelpreisträger